# Лукашівка (Чернігівський район)
Лукаші́вка — село в Україні, у Іванівській сільській громаді Чернігівського району Чернігівської області. До 2020 року орган місцевого самоврядування — Анисівська сільська рада.
Населення становить 472 осіб.

## Історія
Село було засновано у 1640-х роках козаком на прізвище Лукаш. Він обрав собі місце для проживання і звернувся до стародубського полковника (Стародубський полк тоді належав до українських земель) з проханням надати йому універсал на право володіння цією землею, де він побудує «млинок» та осадить слободу. У другій половині 17 століття поряд із Лукашівкою було засновано хутір Єлецького чернігівського монастиря, а саме село перейшло у підпорядкування цієї обителі. Але вже на початку 18 століття Лукашівка перейшла у власність Чернігівського козацького полку.
Куток Паци свідчить, що це був Лукаш Пац. За декретом 1621 р. д. Соболі (нині куток села) належала Солтикам. Напорівка називалася, бо «під напором сюди виселили монахів Єлецького монастиря».
За переписом 1666 р. 10 податкових дворів. Універсалом гетьмана Мазепи 1699 р. села Лукашівка і Слобідка були надані сотнику Тризні.
На початку 18 ст. — 21 двір. У Напоровці — 20 дворів. 1782 р. — 70 хат над р. Вздвиж, церква, дім сотника вибельського на 3 покої. Напоровка була монастирським окремим селом. За переписом 1897 р. — 967 жителів, 152 двори, 20 вітряків, церква, земська школа.

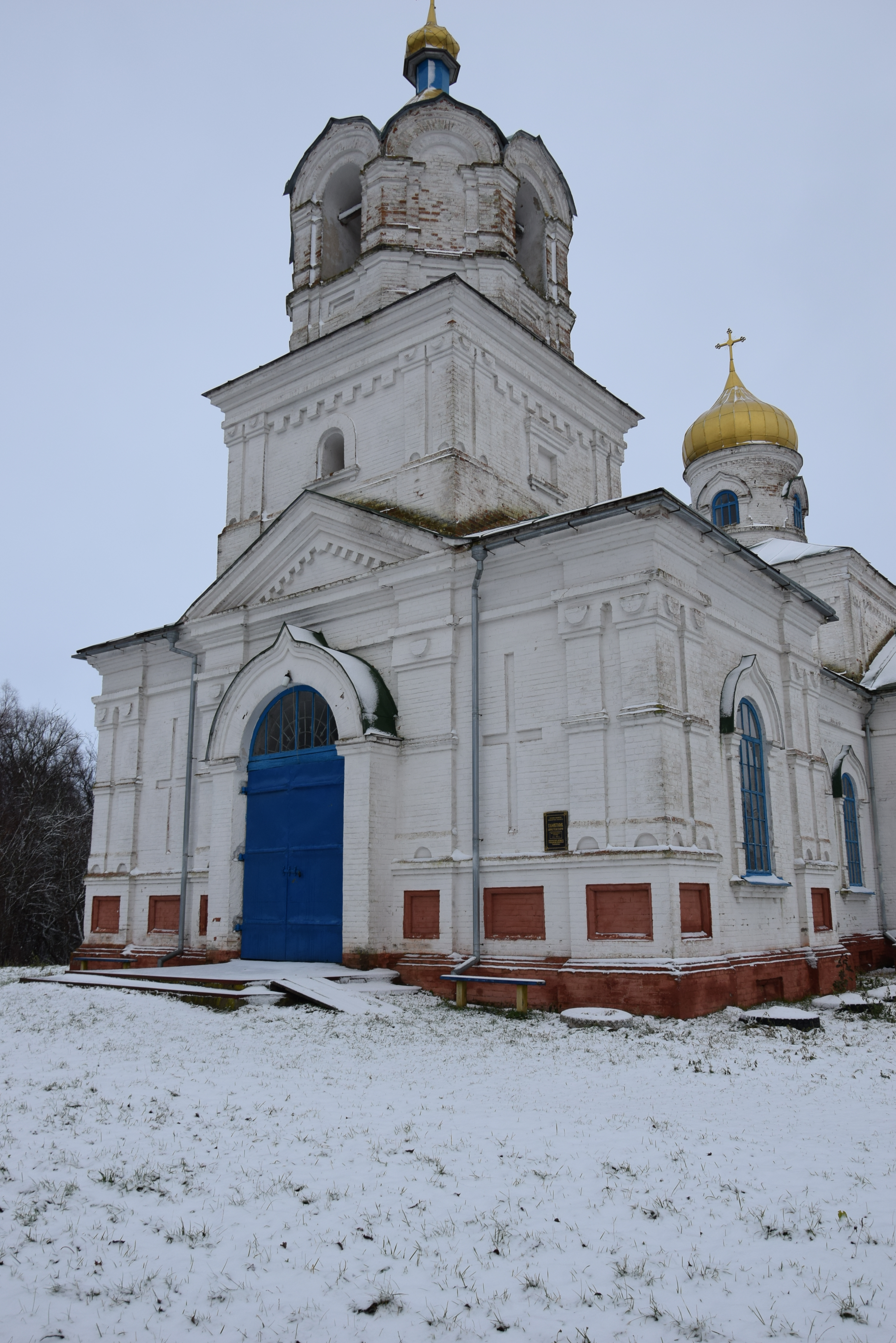
Вознесенська церква. Фото 2017 року.

Із 1781 році в Лукашівці відома Вознесенська церква. Спочатку це була дерев'яна споруда, зведена на кошти парафіян. У 1800 році її оновили, а у 1861-му — було добудовано дзвіницю. Але на початку 20 століття дерев'яну церкву розібрали, щоб збудувати на її місці муровану. Новий храм освятили у 1913 році. Звели його за поширеним проектом (дуже схожий храм у селі Медведівка, Черкаської області) у цегляному стилі.
За даними на 1859 рік у казенному, козацькому й власницькому селі Чернігівського повіту Чернігівської губернії мешкало 550 осіб (266 чоловічої статі та 284 — жіночої), налічувалось 89 дворових господарств, існувала православна церква.
Станом на 1886 у колишньому державному й власницькому селі Янівської волості мешкало 568 осіб налічувалось 118 дворових господарств, існували православна церква, 2 постоялих будинки й 20 вітряних млинів.
За переписом 1897 року кількість мешканців зросла до 964 осіб (472 чоловічої статі та 492 — жіночої), з яких 954 — православної віри.
За радянських часів церкву закрили, приміщення використовували як склад.
Церкву й богослужіння відновили 1988 року.
З 1991 року село належить до незалежної України.
Переживши в березні 2022 року три тижні російської окупації, релігійна громада села влітку ухвалила рішення перейти від УПЦ до Православної церкви України. Віряни були практично одностайними: 99 людей проголосували за те, щоб храм перейшов до помісної Православної церкви України, четверо висловилися проти, двоє утрималися. 
У 1924 р. в с. Лукашівці 1233 жителі, а в с. Напоровка — 561 житель. Напоровка знаходилася на другому березі річки. За переписом 1897 р. — 79 дворів, 485 жителів.
Кутки: Напоровка, Паци, Соболі, Лиса гора. Гідронім Здвижа — місце занесене мулом, що трясеться.
12 червня 2020 року, відповідно до розпорядження Кабінету Міністрів України № 730-р «Про визначення адміністративних центрів та затвердження територій територіальних громад Чернігівської області», увійшло до складу Іванівської сільської громади.
17 липня 2020 року, в результаті адміністративно - територіальної реформи та ліквідації колишнього Чернігівського району, село увійшло до складу новоутвореного Чернігівського району Чернігівської області.

### Російська окупація у 2022 році
Під час російського вторгнення в Україну у 2022 році село перебувало під російською окупацією 21 день. Звільнене наприкінці березня 2022 року. У Вознесенській церкві росіяни влаштували штаб, катівню і склад боєприпасів.  Після звільнення села від російських нелюдів в церкві були виявлені тіла розстріляних людей. Під час окупації російські військові займалися грабунком населення, відбирали продукти й свійську худобу. Під час звільнення села відступаючі російські війська були розгромлені в момент переправи через Десну. 19 квітня 2022 року село розміноване силами ЗСУ. 
У боях за село загинули:
- Авдієнко Микола Петрович(1979—2022) — сержант. Підрозділ А7105.
- Бутусін Роман Олегович(1997—2022) — солдат. 16-го ОМПБ 58-ої ОМПБр.
- Бутусін Леонід Олегович (2001—2022) — солдат. 16-го ОМПБ 58-ої ОМПБр.
- Ворона Юрій Сергійович(1996—2022) — солдат. Підрозділ А7105.
- Іваненко Сергій Михайлович(1996—2022) — солдат. Підрозділ А7105.
- Максименко Віктор Михайлович(1980—2022) — ст. сержант. Підрозділ А7105.
- Малий Дмитро Леонідович(1986—2022) — ст. сержант. Підрозділ А7105.
- Мещеряков Вадим Миколайович(1964—2022) — ст. сержант. Підрозділ А7105.
- Назаров Вадим Анатолійович(1998—2022) — старший солдат, 16-го ОМПБ 58-ої ОМПБр
- Олійник Олександр Олександрович(1979—2022) — ст. сержант. Підрозділ А1815.
- Подставка Євгеній Іванович (1984—2022) — український військовий, головний сержант 16-го окремого мотопіхотного батальйону «Полтава» 58-ої окремої мотопіхотної бригади імені гетьмана Івана Виговського Збройних Сил України.
- Приходько Максим Анатолійович (1983—2022) — український військовий, старший сержант 58-ої окремої мотопіхотної бригади ЗС України.
- Процишин Михайло Іванович (1964—2022) —  український військовий, ст. лейтенант, командир танкового взводу.
- Тарасенко Юрій Володимирович (1973—2022) — майор Збройних сил України, учасник російсько-української війни, що загинув у ході російського вторгнення в Україну в 2022 році.
- Шеремет Артем Валерійович (1990—2022) — старший солдат Збройних Сил України, учасник російсько-української війни, що загинув у ході російського вторгнення в Україну в 2022 році.

Вид на зруйновану церкву (травень 2022 року)
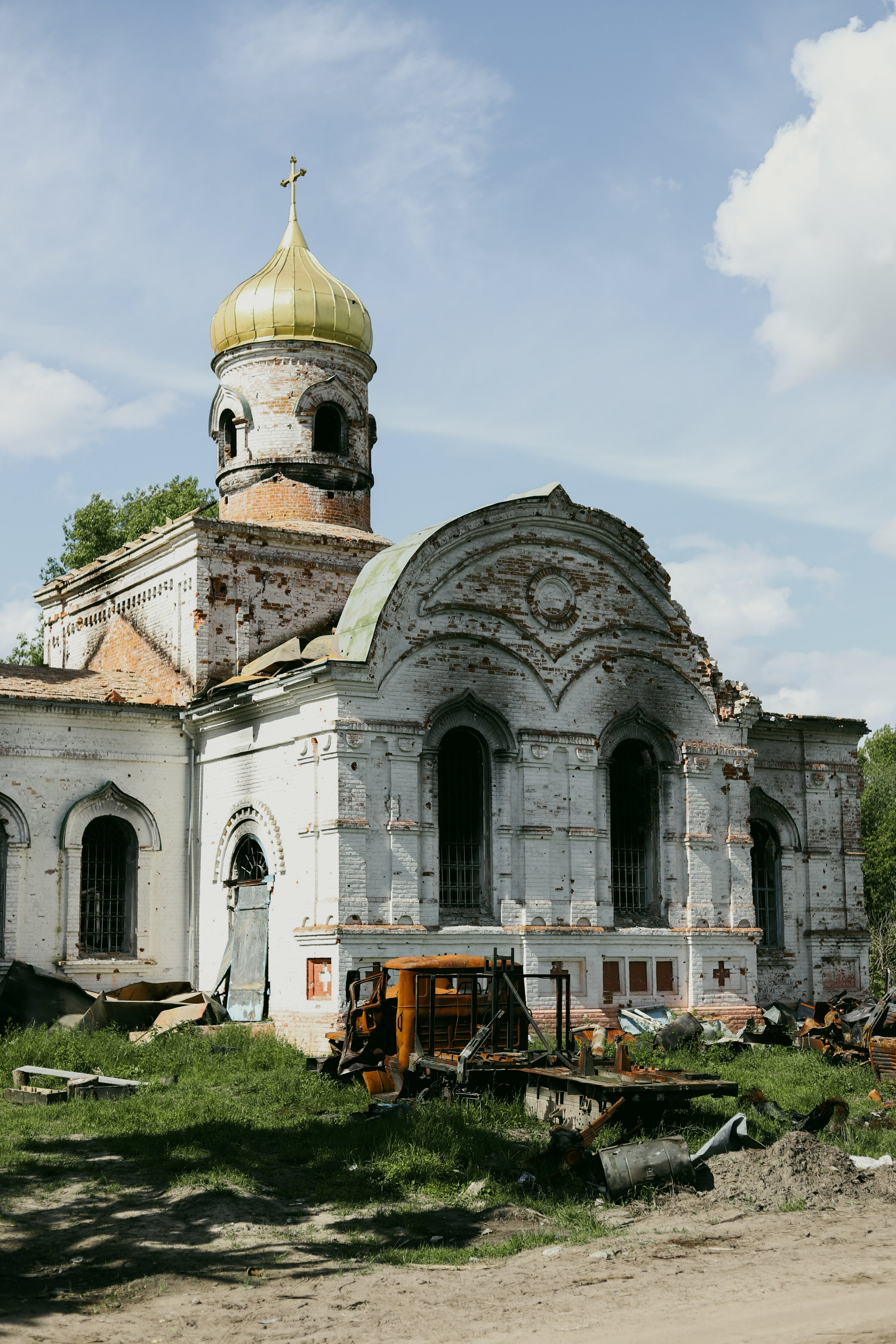
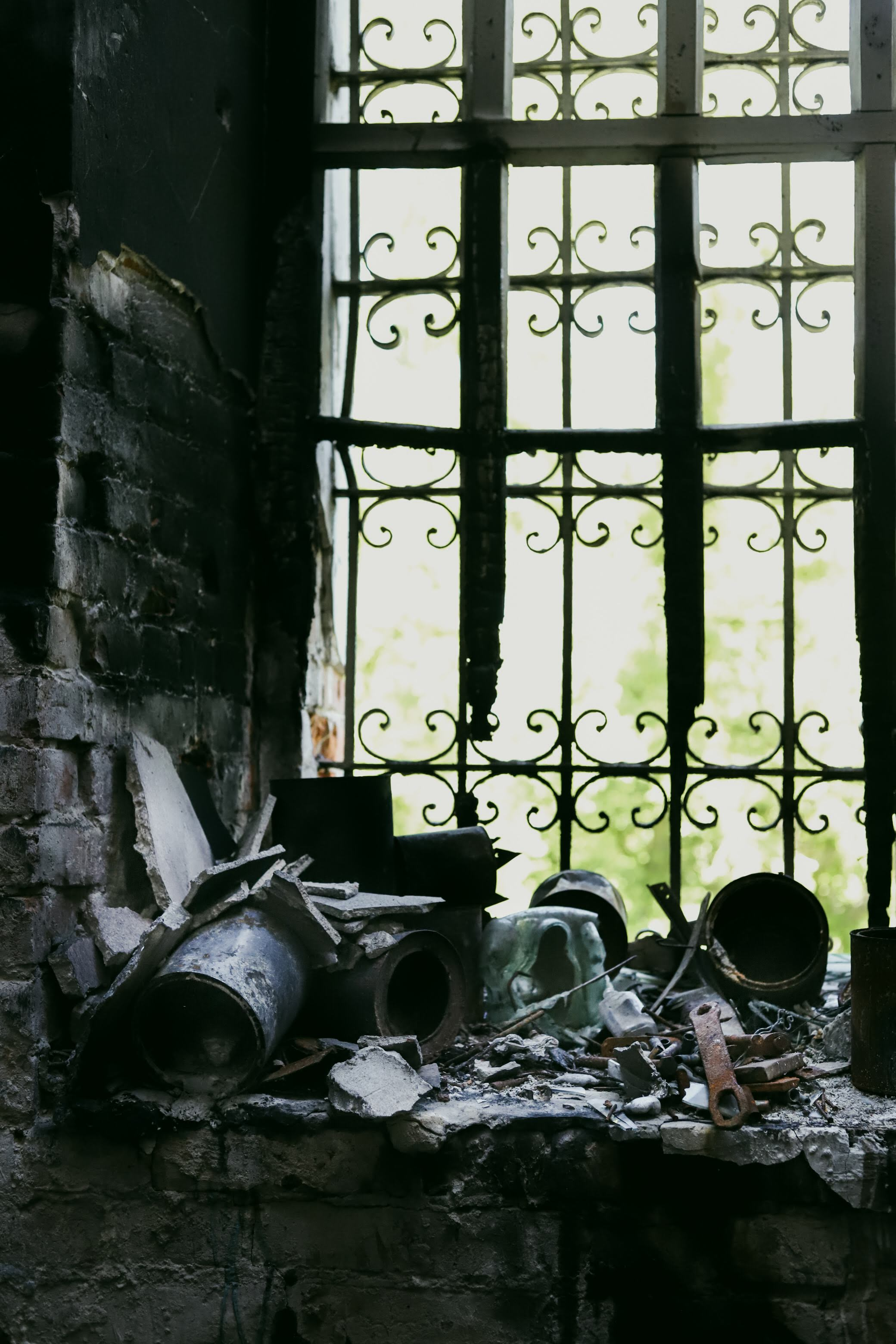
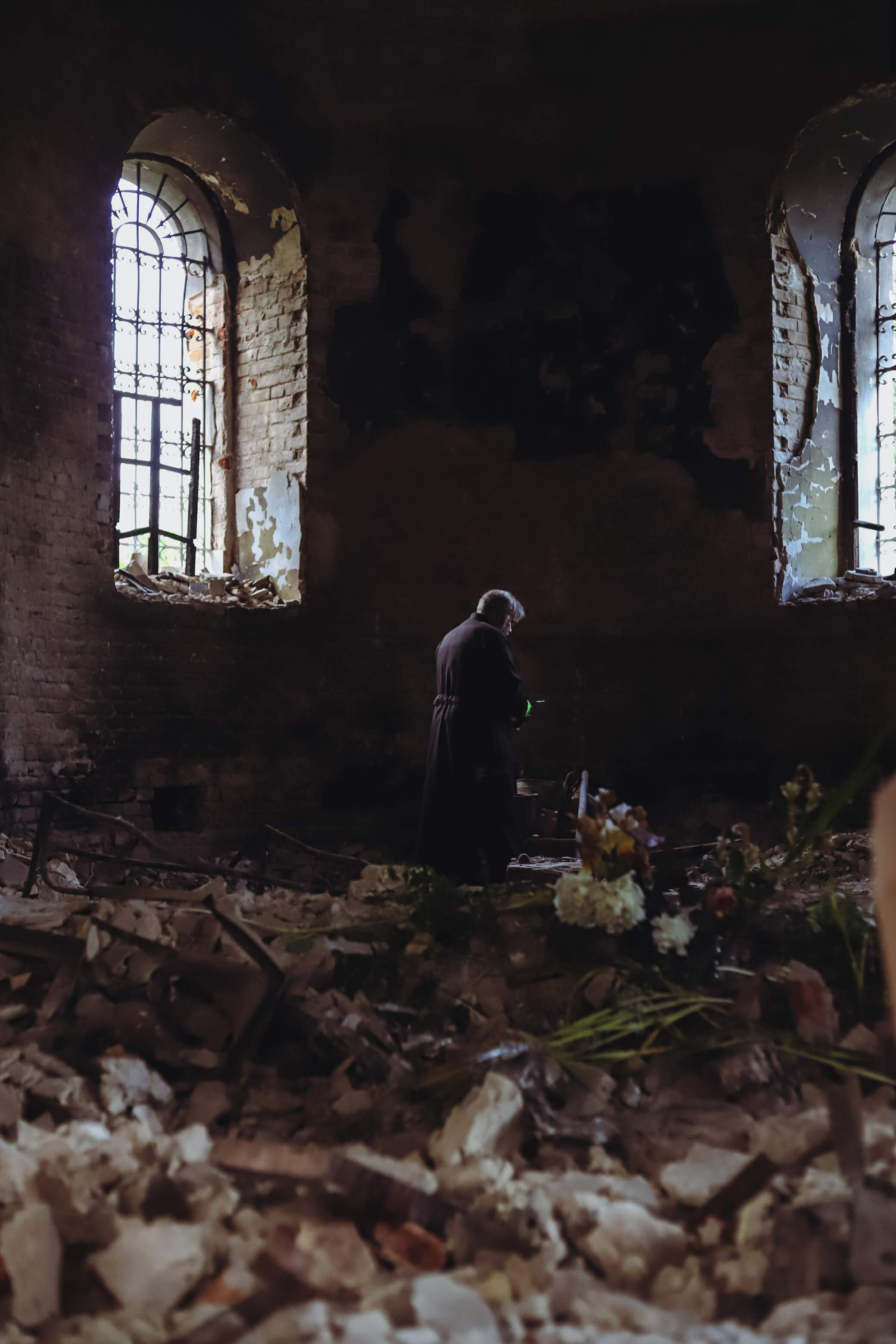
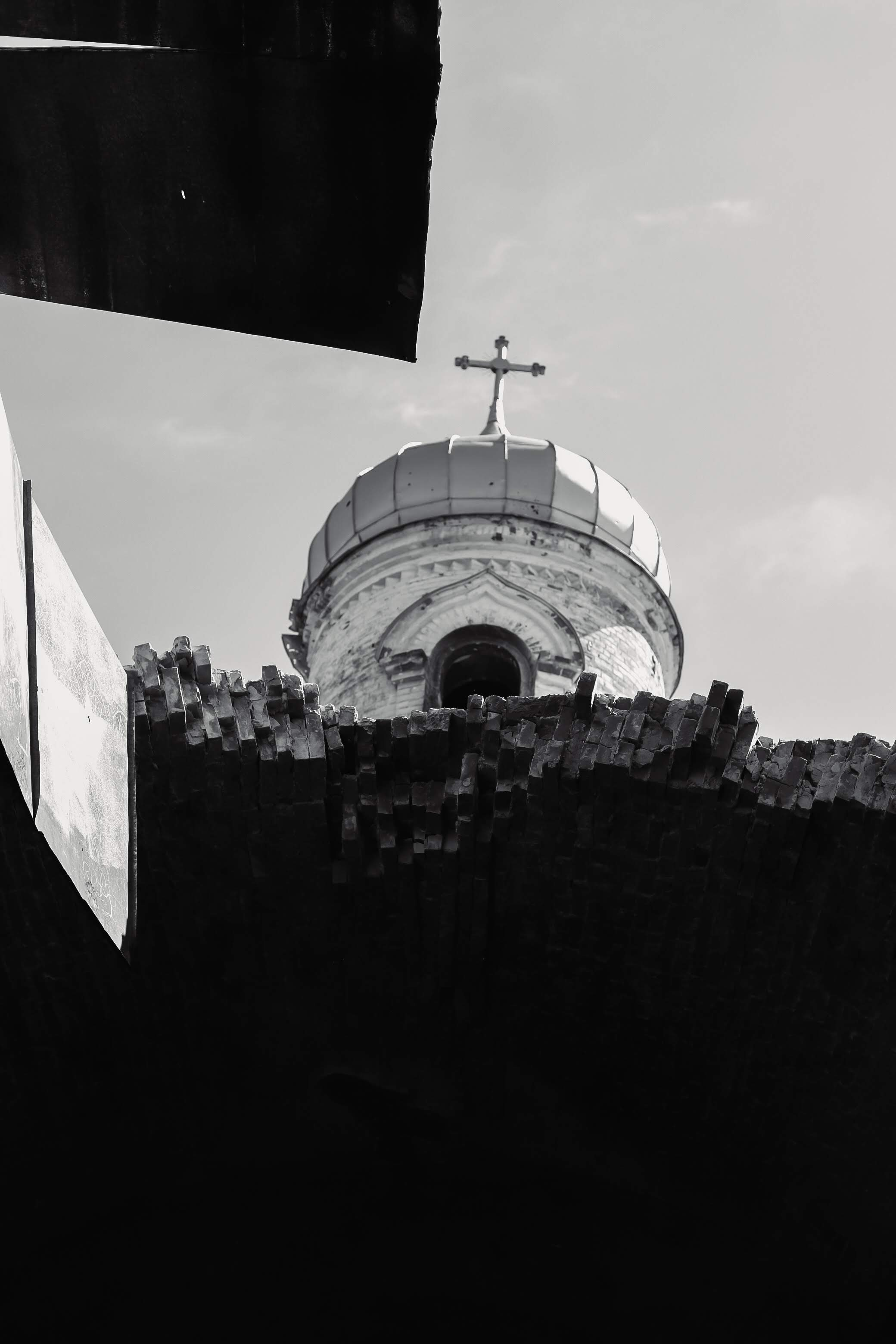
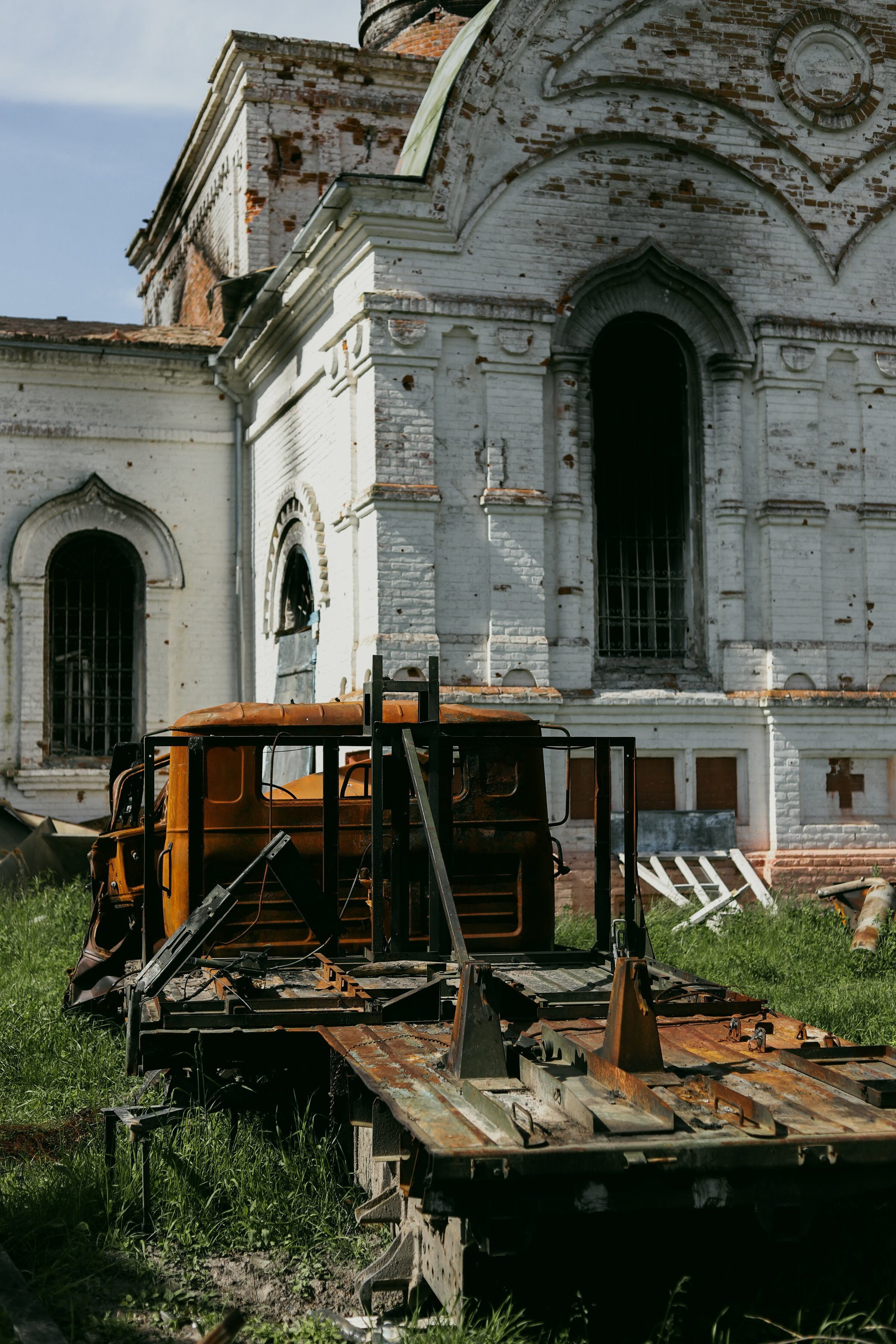
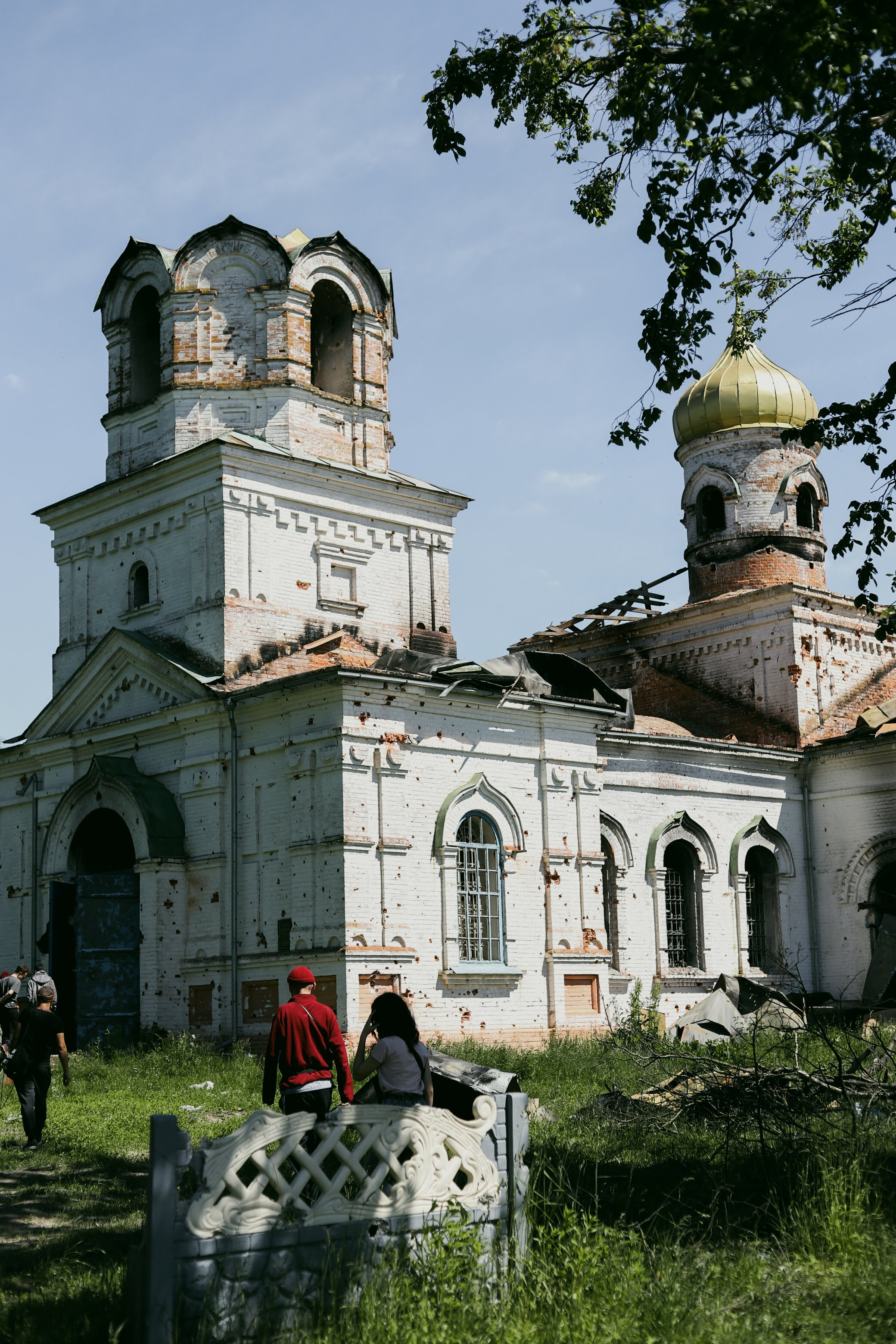

## Населення

### Мова
Розподіл населення за рідною мовою за даними перепису 2001 року:
| Мова       | Кількість | Відсоток |
| ---------- | --------- | -------- |
| українська | 466       | 98.73%   |
| російська  | 4         | 0.85%    |
| білоруська | 2         | 0.42%    |
| Усього     | 472       | 100%     |